# Д’Або, Майк
Майкл (Майк) Дэвид Д’Або (англ. Michael David d'Abo; 1 марта 1944, Betchworth, Суррей) — британский музыкант, певец и автор песен, который получил известность в качестве вокалиста группы Manfred Mann (1966—1969) и исполнителя вокальной партии Ирода в оригинальной версии рок-оперы «Иисус Христос — суперзвезда» (1970).

## Биография
Майк Д’Або начал интересоваться музыкой ещё в период обучения в частной школе Хэрроу. В это время он стал участником группы «A Band of Angels», существовавшей с 1964 по 1966 год и выпустившей несколько пластинок, но не достигшей заметного успеха.
Вскоре Д’Або покинул малоперспективную «A Band of Angels» и присоединился к быстро набиравшей популярность группе Manfred Mann, заменив ушедшего вокалиста Пола Джонса. Осенью того же года группа выпустила свой третий британский альбом As Is с вокалом Д’Або (где он также играл на фортепиано), включавший кавер-версию песни «Just Like a Woman» Боба Дилана. Выпущенная в июле того же года в виде сингла, она достигла #10 в UK Singles Chart и стала одной из самых популярных песен группы. В период с 1966 по 1969 год Д’Або продолжал оставаться вокалистом группы Manfred Mann, записав с ней такие альбомы, как Up the Junction и Mighty Garvey!. Д’Або исполнил вокал в «Mighty Quinn» — кавер-версии песни Боба Дилана, которая в исполнении Manfred Mann достигла #1 в UK Singles Chart (1968).
Параллельно с работой в группе Д’Або сотрудничал и с другими музыкантами и писал собственные песни. Например, песню «Handbags and Gladrags», которую исполнили Крис Фарлоу (1967) и позднее Род Стюарт на своём дебютном альбоме (1970). После распада группы Manfred Mann (1969) принял участие в записи рок-оперы «Иисус Христос — суперзвезда» (1970) и занялся сольной карьерой.

## Дискография
Manfred Mann
- As Is (1966)
- Soul of Mann (1967)
- Up the Junction (1968)
- Mighty Garvey! (1968)

сольные альбомы
- d’Abo (1970)
- Down at Rachel’s Place (1972)
- Broken Rainbows (1974)
- Indestructible (1987)
- Tomorrow’s Troubador (1988)
- The Mike D’Abo Collection, Vol. 1: 1964—1970 — Handbags & Gladrags (2001)
- A Little Miss Understood: Mike d’Abo Collection, Vol. 2 (2003)
- Handbags and Gladrags: The Mike D’Abo Songbook (2004)
- Hidden Gems & Treasured Friends (2004)